# Gobierno de Álvaro Uribe
El gobierno de Álvaro Uribe inició el 7 de agosto de 2002 y finalizó el 7 de agosto de 2010, su predecesor fue el gobierno de Andrés Pastrana y su sucesor fue el gobierno de Juan Manuel Santos.

## Llegada al poder

### Primer período presidencial (2002-2006)

##### Campaña electoral y toma de posesión
Álvaro Uribe, quien había sido miembro del partido Liberal, se presentó a las elecciones presidenciales de 2002 inicialmente como precandidato de su colectividad. Sin embargo, el candidato alegó falta de garantías para competir contra el exministro y excandidato presidencial Horacio Serpa por lo cual decidió presentarse como candidato independiente.
Sus principales contendores fueron Serpa, en representación del Partido Liberal; el exdirigente sindical Luis Eduardo Garzón por el Polo Democrático Independiente, la exministra Noemí Sanín por el movimiento Sí, Colombia y la senadora Íngrid Betancourt por el Partido Verde Oxígeno. Varios dirigentes liberales y el Partido Conservador (que en esas elecciones desistió de la candidatura del exministro Juan Camilo Restrepo) dieron su apoyo a Uribe.
Las elecciones se llevaron a cabo en medio de un fuerte dispositivo de seguridad ante las amenazas de las FARC-EP ya que advirtió a la población que no se acercara a votar en dicha elección.
Uribe fue elegido presidente de Colombia para el período 2002-2006 con el 53% del total de votos (5 862 655 votos), derrotando a su principal contendor, Serpa que obtuvo el 31,8% de los votos (3 514 779 votos); convirtiéndose en el primer presidente en ganar las elecciones en primera vuelta desde que se instauró la medida en la Constitución de 1991. Según la Registraduría Nacional del Estado Civil, la participación en las elecciones fue del 46.471% (11 249 734 personas) del censo electoral.
Después se supo que la campaña de Uribe recibió 100 millones de pesos de parte de la empresa Uniapuestas, en la cual Enilce López (alias "La Gata") era la accionista mayoritaria. Posteriormente, López fue capturada y sindicada de varios cargos criminales por lavado de activos y desviación de fondos, relacionados con otros procesos judiciales, a pesar de esto López ha negado saber del cheque para la campaña de Uribe. Sin embargo, Uribe manifestó que no se incurrió en ninguna conducta ilegal ya que en el 2002 las empresas de Enilce López estaban legalmente constituidas.
El 7 de agosto de 2002 se llevó a cabo la toma de posesión de Uribe como presidente en el Palacio de Nariño, las FARC-EP atacaron cerca de dicho edificio, dejando un saldo de 23 personas muertas y otras 67 heridas por la de morteros hechizos, dos de ellos impactaron en el batallón Guardia Presidencial, otro en el Palacio de Nariño, y el otro en el sector de El Cartucho a cuatro cuadras del palacio presidencial.

## Gabinete Ministerial
| ← Gobierno de Álvaro Uribe → (7 de agosto de 2002 - 7 de agosto de 2010) | ← Gobierno de Álvaro Uribe → (7 de agosto de 2002 - 7 de agosto de 2010)           | ← Gobierno de Álvaro Uribe → (7 de agosto de 2002 - 7 de agosto de 2010)       | ← Gobierno de Álvaro Uribe → (7 de agosto de 2002 - 7 de agosto de 2010) |
| ------------------------------------------------------------------------ | ---------------------------------------------------------------------------------- | ------------------------------------------------------------------------------ | ------------------------------------------------------------------------ |
| Partidos políticos                                                       |                                                                                    | Movimiento Primero Colombia                                                    | Movimiento Primero Colombia                                              |
| Partidos políticos                                                       | Partido Social de Unidad Nacional                                                  |                                                                                |                                                                          |
| Partidos políticos                                                       | Partido Conservador Colombiano                                                     |                                                                                |                                                                          |
| Partidos políticos                                                       | Partido Liberal Colombiano                                                         |                                                                                |                                                                          |
| Partidos políticos                                                       | Partido Cambio Radical                                                             |                                                                                |                                                                          |
| Partidos políticos                                                       | Independiente                                                                      |                                                                                |                                                                          |
| Presidencia                                                              |                                                                                    |                                                                                |                                                                          |
| Presidente de Colombia                                                   |                                                                                    | Álvaro Uribe Vélez 7 de agosto de 2002 - 7 de agosto de 2010                   |                                                                          |
| Vicepresidencia                                                          |                                                                                    |                                                                                |                                                                          |
| Vicepresidente de Colombia                                               |                                                                                    | Francisco Santos Calderón 7 de agosto de 2002 - 7 de agosto de 2010            |                                                                          |
| Ministerios                                                              |                                                                                    |                                                                                |                                                                          |
| Ministerio del Interior y Justicia                                       |                                                                                    | Fernando Londoño Hoyos 7 de agosto de 2002 - 7 de agosto de 2004               |                                                                          |
| Ministerio del Interior y Justicia                                       | Sabas Pretelt de la Vega 7 de noviembre de 2004 - 22 de agosto de 2006             |                                                                                |                                                                          |
| Ministerio del Interior y Justicia                                       | Carlos Holguín Sardi 22 de agosto de 2006 - 20 de junio de 2008                    |                                                                                |                                                                          |
| Ministerio del Interior y Justicia                                       | Fabio Valencia Cossio 20 de junio de 2008 - 7 de agosto de 2010                    |                                                                                |                                                                          |
| Ministerio de Relaciones Exteriores                                      |                                                                                    | María Carolina Barco Isakson 7 de agosto de 2002 - 7 de agosto de 2006         |                                                                          |
| Ministerio de Relaciones Exteriores                                      | María Consuelo Araújo Castro 7 de agosto de 2006 - 19 de febrero de 2007           |                                                                                |                                                                          |
| Ministerio de Relaciones Exteriores                                      | Fernando Araújo Perdomo 19 de febrero de 2007 - 16 de julio de 2008                |                                                                                |                                                                          |
| Ministerio de Relaciones Exteriores                                      | Jaime Bermúdez Merizalde 18 de julio de 2008 - 7 de agosto de 2010                 |                                                                                |                                                                          |
| Ministerio de Hacienda y Crédito Público                                 |                                                                                    | Roberto Junguito Bonnet 7 de agosto de 2002 - 9 de junio de 2003               |                                                                          |
| Ministerio de Hacienda y Crédito Público                                 | Alberto Carrasquilla Barrera 9 de junio de 2003 - 5 de febrero de 2007             |                                                                                |                                                                          |
| Ministerio de Hacienda y Crédito Público                                 | Óscar Iván Zuluaga Escobar 5 de febrero de 2007 - 7 de agosto de 2010              |                                                                                |                                                                          |
| Ministerio de Defensa Nacional                                           |                                                                                    | Marta Lucía Ramírez Blanco 7 de agosto de 2002 - 10 de noviembre de 2003       |                                                                          |
| Ministerio de Defensa Nacional                                           | Jorge Alberto Uribe Echavarría 10 de noviembre de 2003 - 7 de julio de 2005        |                                                                                |                                                                          |
| Ministerio de Defensa Nacional                                           | Camilo Alfonso de Jesús Ospina Bernal 8 de julio de 2005 - 19 de julio de 2006     |                                                                                |                                                                          |
| Ministerio de Defensa Nacional                                           | Juan Manuel Santos Calderón 19 de julio de 2006 - 18 de mayo de 2009               |                                                                                |                                                                          |
| Ministerio de Defensa Nacional                                           | Freddy Padilla de Leon 23 de mayo de 2009 - 26 de julio de 2009 (Encargado)        |                                                                                |                                                                          |
| Ministerio de Defensa Nacional                                           | Gabriel Silva Luján 27 de julio de 2009 - 7 de agosto de 2010                      |                                                                                |                                                                          |
| Ministerio de Agricultura y Desarrollo Rural                             |                                                                                    | Carlos Gustavo Cano Sanz 7 de agosto de 2002 - 21 de enero de 2005             |                                                                          |
| Ministerio de Agricultura y Desarrollo Rural                             | Andrés Felipe Arias Leyva 21 de enero de 2005 - 7 de febrero de 2009               |                                                                                |                                                                          |
| Ministerio de Agricultura y Desarrollo Rural                             | Andrés Fernández Acosta 7 de febrero de 2009 - 7 de agosto de 2010                 |                                                                                |                                                                          |
| Ministerio de Protección Social                                          |                                                                                    | Juan Luis Londoño de la Cuesta 7 de agosto de 2002 - 6 de febrero de 2003      |                                                                          |
| Ministerio de Protección Social                                          | Diego Palacio Betancourt 28 de febrero de 2003 - 7 de agosto del 2010              |                                                                                |                                                                          |
| Ministerio de Minas y Energía                                            |                                                                                    | Luis Ernesto Mejía Castro 7 de agosto de 2002 - 31 de julio de 2006            |                                                                          |
| Ministerio de Minas y Energía                                            | Hernán Martínez Torres 31 de julio de 2006 - 7 de agosto de 2010                   |                                                                                |                                                                          |
| Ministerio de Comercio, Industria y Turismo                              |                                                                                    | Jorge Humberto Botero Angulo 7 de agosto de 2002 - 16 de enero de 2007         |                                                                          |
| Ministerio de Comercio, Industria y Turismo                              | Luis Guillermo Plata Páez 16 de enero de 2007 - 7 de agosto de 2010                |                                                                                |                                                                          |
| Ministerio de Educación                                                  |                                                                                    | Cecilia María Vélez White 7 de agosto de 2002 - 7 de agosto de 2010            |                                                                          |
| Ministerio de Ambiente, Vivienda y Desarrollo Territorial                |                                                                                    | Cecilia Rodríguez González-Rubio 7 de agosto de 2002 - 11 de noviembre de 2003 |                                                                          |
| Ministerio de Ambiente, Vivienda y Desarrollo Territorial                | Sandra Suárez Pérez 11 de noviembre de 2003 - 5 de julio de 2006                   |                                                                                |                                                                          |
| Ministerio de Ambiente, Vivienda y Desarrollo Territorial                | Juan Francisco Lozano Ramírez 5 de julio de 2006 - 20 de abril de 2009             |                                                                                |                                                                          |
| Ministerio de Ambiente, Vivienda y Desarrollo Territorial                | Carlos Costa Posada 21 de abril de 2009 - 7 de agosto de 2010                      |                                                                                |                                                                          |
| Ministerio de Tecnologías de la Información y Comunicaciones             |                                                                                    | Martha Elena Pinto de De Hart 7 de agosto de 2002 - 19 de julio de 2006        |                                                                          |
| Ministerio de Tecnologías de la Información y Comunicaciones             | María del Rosario Guerra de La Espriella 19 de julio de 2006 - 31 de enero de 2010 |                                                                                |                                                                          |
| Ministerio de Tecnologías de la Información y Comunicaciones             | Daniel Enrique Medina Velandia 1 de febrero de 2010 - 7 de agosto de 2010)         |                                                                                |                                                                          |
| Ministerio de Transporte                                                 |                                                                                    | Andrés Uriel Gallego Henao 7 de agosto de 2002 - 7 de agosto de 2010           |                                                                          |
| Ministerio de Cultura                                                    |                                                                                    | María Consuelo Araújo Castro 7 de agosto de 2002 - 24 de enero de 2006         |                                                                          |
| Ministerio de Cultura                                                    | Elvira Cuervo de Jaramillo 24 de enero de 2006 - 30 de mayo de 2007                |                                                                                |                                                                          |
| Ministerio de Cultura                                                    | Paula Marcela Moreno Zapata 1 de junio de 2007 - 7 de agosto de 2010               |                                                                                |                                                                          |

## Orden público

### Política de seguridad democrática y Plan Patriota

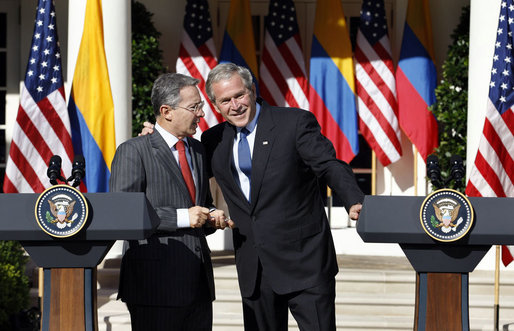
Uribe junto a George W. Bush.

Como presidente, Uribe impulsó su política de seguridad democrática (PSD) centrada en dos ejes. Por un lado, en recuperar el control del territorio por parte del Estado con la creación de batallones de alta montaña, de pelotones de soldados campesinos, que acompañaron a la Policía Nacional en varios municipios, de redes de cooperantes y el ofrecimiento de recompensas a informantes. Por otro, en atacar las retaguardias de las guerrillas.
La PSD incluyó el aumento del presupuesto asignado a la defensa nacional; el aumento del pie de fuerza, la creación y dotación de nuevas unidades operativas, la compra de aviones y helicópteros, y la llegada a los cascos urbanos con estaciones de Policía Nacional; la profesionalización y fortalecimiento de la fuerza pública, la creación de los comandos conjuntos, la Jefatura de operaciones especiales conjuntas y de grupos élites de policía y ejército; el incremento y fortalecimiento de la inteligencia entre otros. Además, Uribe consolidó una alianza con Estados Unidos para que el conflicto colombiano fuese incluido en la guerra contra el terrorismo, liderada por el presidente estadounidense George W. Bush. Así mismo, en octubre de 2002, Uribe sugirió crear un contingente de cascos azules colombianos para darles seguridad a las personas desplazadas en Colombia y ayudarles a retornar a sus hogares originales.
Sin embargo, en 2003 el gobierno Uribe fue criticado por el frustrado intento de rescate de un grupo de secuestrados en manos de las FARC-EP, quienes al percatarse de la operación ejecutaron a los secuestrados; al gobernador de Antioquia, Guillermo Gaviria; del exministro de Defensa, Gilberto Echeverri y de ocho militares. También fueron criticadas las operaciones militares en centros urbanos, como la Operación Orión de 2002 en la Comuna 13 de Medellín la cual dejó varios desaparecidos.
Continuando con la PSD, a mediados de 2003, Uribe se desplazó al departamento de Arauca, después de que se presentaran problemas de orden público graves debido a la violencia y pobreza que había en el área. La región fronteriza con Venezuela estaba afectada por las FARC-EP y los paramilitares de las Autodefensas Unidas de Colombia (AUC). Uribe gobernó como presidente junto a sus ministros desde la ciudad de Arauca. El 1 de septiembre del mismo año Uribe tuvo que también desplazarse a la ciudad de Cúcuta por motivos de orden público. Además de las FARC-EP y las AUC, el ELN también hacía presencia en la zona fronteriza con Venezuela. En marzo de 2003 un vehículo cargado con explosivos había estallado en Cúcuta dejando 13 muertos y más de 60 heridos.
Un balance sobre el primer año de Uribe como presidente presentado por las Fuerzas Militares de Colombia, la lucha contra las guerrillas demostró resultados positivos con 1943 muertos y 8109 detenidos, todo esto en 1630 combates librados con el ejército desde agosto de 2002. Sin embargo, varias organizaciones lanzaron un libro llamado "El embrujo autoritario". El informe reclamaba que Uribe había incumplido sus promesas hechas en la campaña presidencial y sus políticas estaban violando el Derecho Internacional Humanitario (DIH). Uribe respondió a sus detractores clasificándolos en tres tipos «... unos críticos teóricos que respetamos pero no compartimos su tesis de la debilidad. Unas organizaciones serias de derechos humanos, que respetamos y acogemos, con las cuales mantendremos permanente diálogo para mejorar lo que hay que mejorar... unos traficantes de derechos humanos que se deberían quitar de una vez por todas su careta, aparecer con sus ideas políticas y dejar esa cobardía de esconder sus ideas políticas detrás de los derechos humanos». A estos últimos Uribe los calificó de colaboradores de la terroristas que utilizaban los derechos humanos para sus cometidos.
En este contexto se presentaron varios atentados contra Uribe. El primero de ellos, atribuido a las FARC-EP, ocurrió en febrero de 2003 cuando una carga de dinamita explotó en Neiva en el momento en que agentes de la Policía y la Fiscalía realizaban una operación de seguridad previa a la llegada de Uribe a esa ciudad, dejando como resultado 18 muertos y 45 heridos. Ello no impidió que durante su primera presidencia el secuestro bajó de 2.986 a 800 secuestros por año; los homicidios bajaron en un 40.6 por ciento y el número de atentados terroristas, un 62.5 por ciento; los asaltos a poblaciones pasaron de 32 en 2002 a 5 en 2005.

### Política de seguridad democrática en el segundo gobierno
El 31 de diciembre de 2006, tropas de la Infantería de Marina desarrollaron operativos en los Montes de María, entre los departamentos de Bolívar y Sucre para rescatar al exministro Fernando Araújo Perdomo secuestrado durante seis años por las FARC-EP. Tras el inicio del operativo militar, Araújo tomó la decisión de escaparse buscando proteger su vida, permaneciendo cinco días escondido en la selva buscando liberarse y evitar ser recapturado por sus secuestradores. Finalmente llegó a un caserío donde se encontró con integrantes de la Fuerza Pública, los militares lo llevaron a una base naval en Cartagena el 5 de enero de 2007.

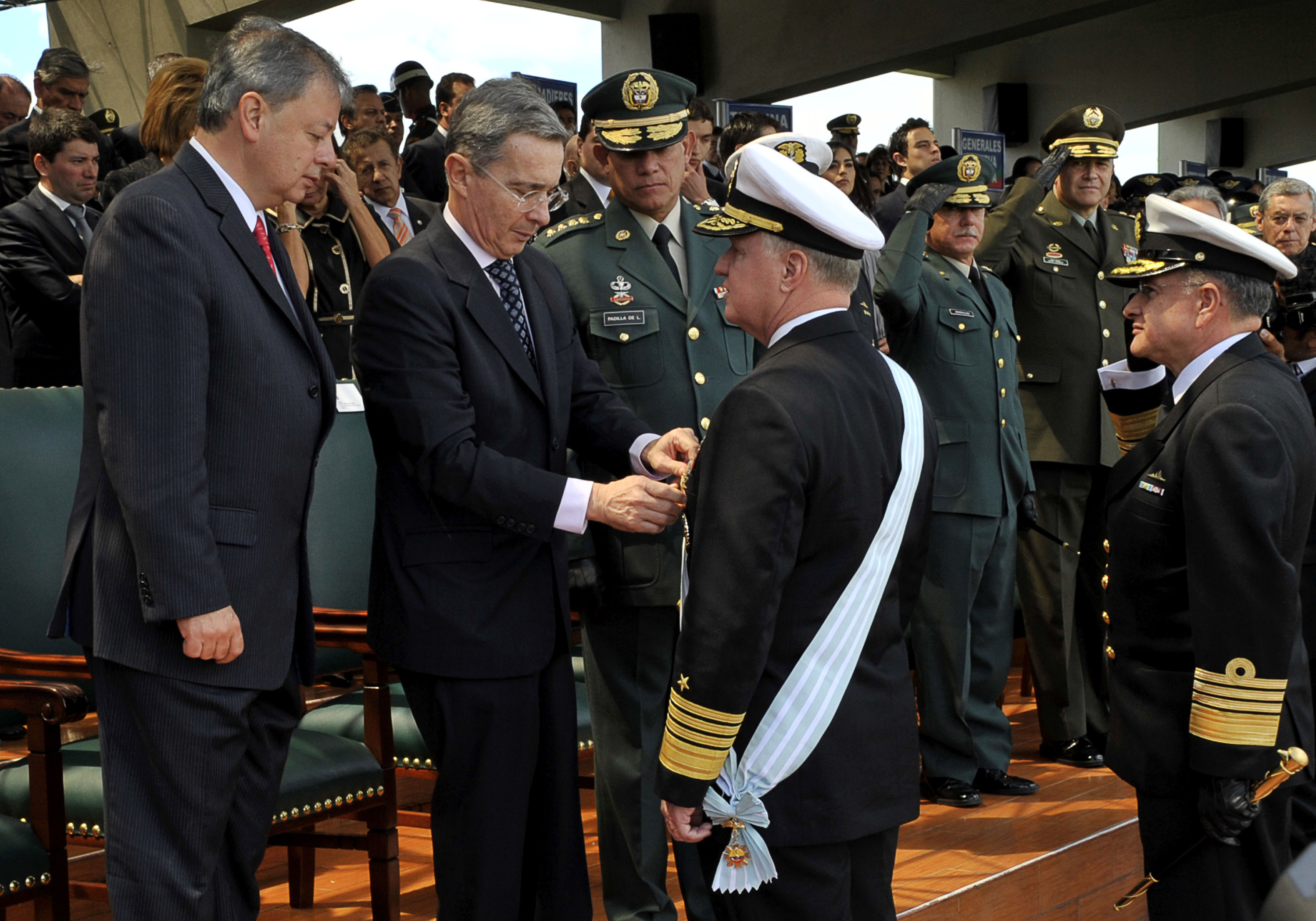
Uribe condecorando a altos mandos militares.

Sin embargo fue en julio de 2008 cuando el gobierno de Uribe ordenó la Operación Jaque, en la que el Ejército Nacional rescató 15 secuestrados entre los que se encontraban la excandidata Íngrid Betancourt, 3 ciudadanos estadounidenses y 11 militares colombianos. Los militares se hicieron pasar por miembros de la Cruz Roja y de TeleSur convenciendo a los guerrilleros que subieron los secuestrados al helicóptero. Una vez en el aire los militares redujeron a los dos guerrilleros que los acompañaban. Por su parte, Uribe estuvo al tanto de la operación y ordenó el proceder de esta.
Otro operativo mediatizado fue la Operación Fénix que se efectuó en febrero de 2008 cuando Uribe ordenó y autorizó la operación militar contra un campamento guerrillero ubicado en territorio Ecuatoriano, dándole muerte a 17 guerrilleros entre ellos Raúl Reyes comandante de las FARC-EP. Posteriormente dos helicópteros del Ejército Nacional invadieron suelo Ecuatoriano para recoger evidencia y remover los cuerpos de guerrilleros muertos. Sin embargo a raíz del operativo se dio una crisis diplomática entre Bogotá y Quito.
Durante su presidencia centenares de líderes sociales e indígenas fueron asesinados, 32 pueblos de menos de 500 personas fueron casi exterminados y unos 74.000 indígenas desplazados.
En 2009 la Inversión Extranjera Directa (IED) en Colombia sobrepasó los 8.550 millones de USD a pesar de la Gran Recesión gracias en gran parte a la seguridad democrática que permito la concesión de grandes proyectos de minería muchas veces con la ayuda de grupos paramilitares que desplazaban comunidades campesinas y asesinaban líderes sociales que podían afectar inversiones extranjeras en sectores mineros o agropecuarios, como el de la palma, según sus críticos.

### Parapolítica y desmovilización de las AUC
Como parte de la seguridad democrática, durante el mandato de Uribe se buscó negociar con grupos ilegales como las FARC-EP, el ELN y las AUC. Los diálogos con las FARC-EP y el ELN no tuvieron mayor consecuencia en el campo político pero se vio un incremento en la deserción de aquellos grupos al margen de la ley en parte debido a la política de desmovilización. Con las AUC se desarrolló una negociación con los cabecillas de dichas organizaciones lo que conllevó al proceso de desmovilización de paramilitares en Colombia que fue cuestionado por varios críticos que temían que las condiciones no fueran las suficientes para impedir que existiera un grado de impunidad en torno a materias como los crímenes de lesa humanidad o el narcotráfico, así como la reparación a las víctimas.
En junio de 2005, Clara López, dirigente del Polo Democrático Alternativo (PDA) denunció la presunta vinculación de congresistas con las Autodefensas Unidas de Colombia (AUC), tras la afirmación de Salvatore Mancuso en la que afirmó que un 35 por ciento del Congreso de la República de Colombia eran amigos de su organización. A partir de ese momento se desató en Colombia una serie de investigaciones que comprometían a varios aliados políticos y a algunos funcionarios del gobierno Uribe con grupos paramilitares ilegales colombianos en lo que se denominó la "Parapolítica". Según las investigaciones varios dirigentes políticos se habrían beneficiado de estas alianzas por medio de la intimidación y la acción armada de los grupos paramilitares contra la población civil, algunos habrían presuntamente alcanzado cargos en alcaldías, consejos, asambleas municipales y gobernaciones así como en el Congreso de la República y otros órganos estatales superiores. A su vez algunos de los políticos y funcionarios desde sus cargos habrían desviado dineros para la financiación y conformación de grupos armados ilegales y habrían filtrado información para facilitar y beneficiar las acciones de estos grupos dentro de las que se incluyen masacres, asesinatos selectivos, desplazamientos forzados y otras acciones criminales.
Al mismo tiempo, durante el mandato de Uribe hubo notables hechos de masacres y desaparecimiento forzado por parte de grupos Paramilitares, por lo cual su gobierno fue varias veces acusado de haber sido "blando" con los paramilitares pues esto favorecía la lucha contra los grupos guerrilleros.  Uribe consideró por su parte que la desmovilización de las AUC llevó a la totalidad de la cúpula de dicho organización a la cárcel.
Según investigadores de la Universidad Javeriana, analizando el derecho al cumplimiento de la verdad judicial consignados en los Acuerdo de Santa Fe de Ralito, encontraron que la calidad de este factor era bajo en 44%, media en un 55% y alta en un 1% siendo hasta el momento un instrumento de pocas garantías de verdad, justicia, reparación y no repetición por parte de las AUC.

## Economía
Según cifras consignadas en el balance 2005 del Plan Nacional de Desarrollo, el Producto interno bruto (PIB) creció el 5.75 por ciento y la tasa de desempleo pasó de 15.7 a 11.8
En agosto de 2002 el gobierno de Uribe impuso como medida para financiar el conflicto armado en Colombia el impuesto al patrimonio para "atender los gastos necesarios para atender la seguridad democrática", determinando que los sujetos pasivos del gravamen serían todos los declarantes de renta con patrimonio líquido superior a los 169,5 millones de pesos colombianos de la época. La tarifa de dicho gravamen fue del 1,2%, siendo cobrado en una sola ocasión (en cuatro cuotas). El recaudo llegó a los 2,52 billones de pesos, incluyendo aportes voluntarios, totalizando 315.338 personas, entre empresas y personas naturales.
Por otra parte, para promover la industria del turismo, el gobierno de Uribe organizó rutas turísticas protegidas por la fuerza pública. La iniciativa fue liderada por el Ministerio de Comercio, Industria y Turismo en alianza con el Ejército Nacional, la Policía Nacional y el Ministerio de Transporte. Estas rutas se denominaron "Las Caravanas Vive Colombia" como parte del programa de seguridad democrática propuesto por Uribe.

## Reforma institucional
En 2003 Uribe introdujo un referéndum mediante el cual buscó realizar una serie de reformas estructurales. El referéndum no alcanzó el mínimo de votos para que fueran aprobados sus puntos, aunque varias de las preguntas del documento contaron con la mayoría de votos positivos, no cumplieron con el número de votantes requerido.
Por otra parte, Uribe con la aprobación de la Ley 790 de 2002 fusionó las carteras de Justicia y Gobierno en el Ministerio del Interior, las de Salud y Trabajo, en el Ministerio de la Protección Social y llevó a cabo una división de las funciones del Ministerio de Desarrollo entre las oficinas de Comercio y Medio Ambiente.

### Segundo período presidencial (2006-2010)
Uribe fue reelegido para el período 2006-2010 después de impulsar una reforma a la constitución que permitía la reelección inmediata, esta fue aprobada en diciembre de 2004 por el Congreso y declarada constitucional el 19 de octubre del 2005 por la Corte Constitucional de Colombia por medio de la Sentencia C-1040/05.
Por otro lado en su gobierno se expide el decreto 4444 de 2006, que reglamenta el aborto y la práctica de este en el país, en los tres casos despenalizados por la Corte Constitucional (violación, grave mal formación del feto y peligro para la madre).

##### Campaña electoral
Para la reelección, Uribe alcanzó el 62,35 % total de la votación (7 397 835 votos). La votación, claramente a su favor, superó el número de votos alcanzados en el primer periodo, convirtiéndose el mandatario con mayor número de votos obtenidos en la historia electoral del país. En dicha elección participó el 45,05 % (12 041 737 personas) del censo electoral.
Uribe cuestionó las relaciones matrimoniales de homosexuales, aunque como parte de su campaña de reelección aceptó el reconocimiento de los derechos patrimoniales y socioeconómicos de las uniones homosexuales, posición que no había aceptado hasta entonces. De todos modos, también en esa campaña volvió a rechazar el derecho al matrimonio y a la adopción de menores por parte de los homosexuales. Dicha decisión del presidente dividió a los congresistas y a los partidos de su coalición.

## Relaciones exteriores

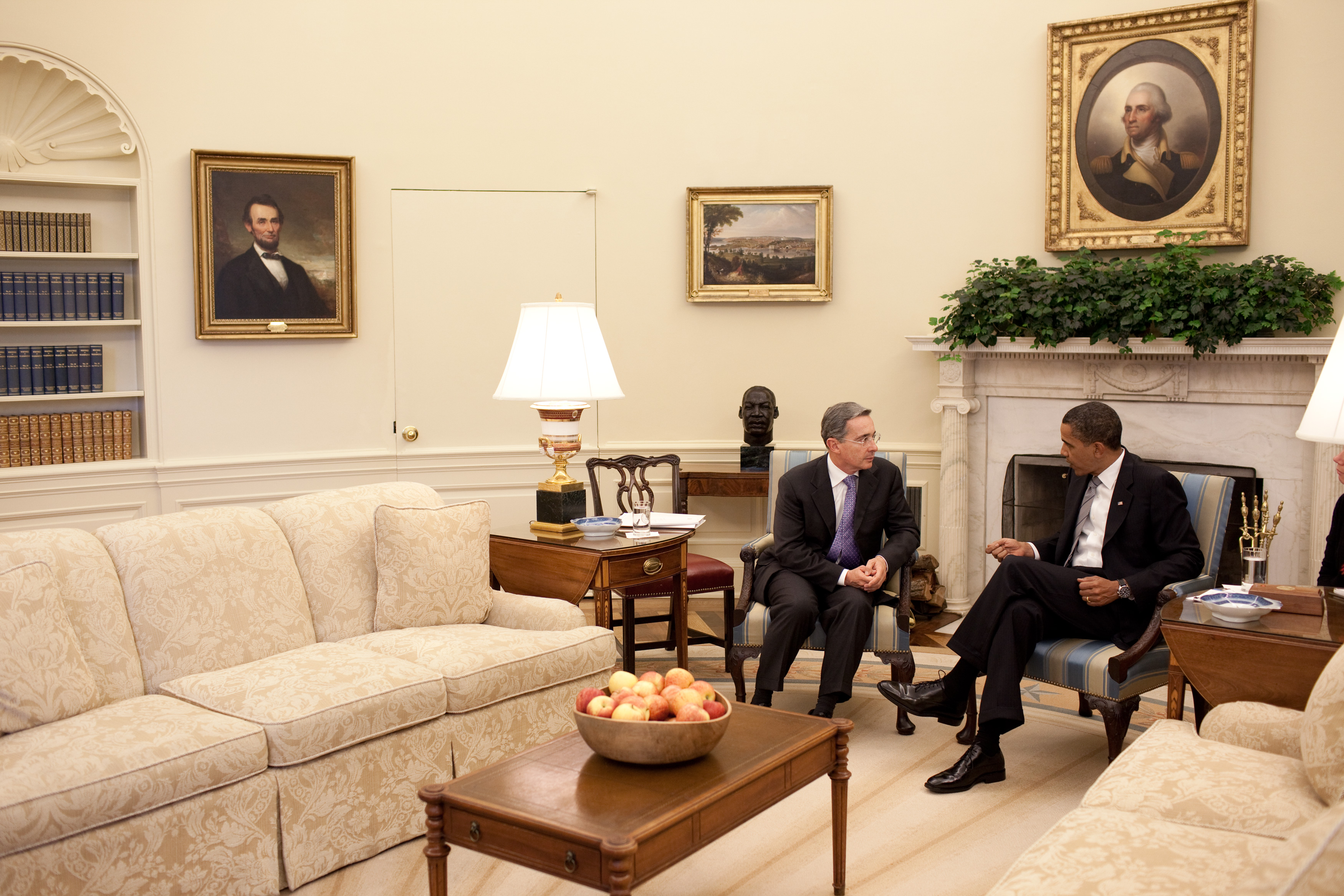
Uribe con su homólogo de Estados Unidos Barack Obama.

### Relaciones con Estados Unidos
En enero de 2003 Uribe dio declaraciones a Caracol Radio donde pidió a los Estados Unidos hacer un despliegue militar en Colombia, “equivalente al que se prepara en el golfo Pérsico” mencionó en relación con la Guerra de Irak. En marzo, Uribe decidió apoyar como representante de Colombia la invasión de Irak.
En cuanto a la Organización de las Naciones Unidas (ONU), en diciembre de 2002 Colombia fue seleccionada para presidir el Consejo de Seguridad.

### Relaciones con Venezuela
Las relaciones políticas con Venezuela fueron inicialmente cordiales, aunque se deterioraron por momentos a causa del tradicional conflicto limítrofe en el Golfo de Venezuela. El apoyo de Uribe a Bush y las políticas como la de Seguridad Democrática fueron tomados por los seguidores del gobierno de Hugo Chávez y de él mismo como una amenaza a la Revolución Bolivariana.
Una de las situaciones más tensas surgió a raíz del caso Rodrigo Granda. Pero en el 2007 las relaciones entre los dos mandatarios se deteriorarían definitivamente después de que Uribe autorizara la mediación de Hugo Chávez en el Acuerdo Humanitario y que tres meses después interrumpiera dicha mediación. Este incidente causó un enfrentamiento verbal entre los mandatarios por medio de comunicados y las declaraciones públicas que terminaron por minar las relaciones que hasta el momento habían sido cordiales.

### Relaciones con Ecuador
En 2008, las relaciones con el presidente del Ecuador, Rafael Correa, se deterioraron por cuenta de la Operación Fénix, incursión de las Fuerzas Militares de Colombia dentro de territorio ecuatoriano, en el que fue abatido el comandante de las FARC-EP alias "Raúl Reyes" y se encontraron lazos de dicha organización con miembros de varios gobiernos internacionales en los computadores de Raúl Reyes.

### Relaciones con Cuba
En otros asuntos, su gobierno se mantuvo al margen de la posición de los Estados Unidos, al mantener relaciones bilaterales con Cuba y no apoyar las mociones contra esa nación en la ONU.

## Controversias

### Parapolítica
Entre los funcionarios condenados se encuentran Jorge Noguera Cotes exdirector del Departamento Administrativo de Seguridad (DAS), quien fue hallado culpable de los delitos de homicidio y concierto para delinquir por lo cual fue condenado a 25 años de prisión. Mauricio Santoyo, General ascendido por Uribe y anteriormente el jefe de su esquema de seguridad fue condenado por una corte estadounidense por narcotráfico y paramilitarismo por lo cual fue extraditado. De su partido político fueron condenados los senadores Mauricio Pimiento Barrero y Fuad Emilio Rapag. El congresista Mario Uribe Escobar, primo del presidente y uno de sus principales aliados políticos, también fue condenado por el delito de organizar grupos paramilitares.

### Escándalo de las dádivas por votación al referendo
La Representante a la Cámara Yidis Medina confesó en 2008 haber recibido ofrecimientos de dádivas por parte de funcionarios del Gobierno a cambio de su voto favorable al proyecto de reforma constitucional que permitió que Uribe aspirara a un segundo mandato presidencial. Uribe en ese entonces pidió repetir las elecciones del 2006.
Los funcionarios involucrados en la controversia fueron los ministros Diego Palacio Betancourt, Sabas Pretelt de la Vega y Alberto Velásquez, secretario de la presidencia. Aunque los primeros dos fueron absueltos disciplinariamente por la Procuraduría General de la Nación, los tres fueron condenados por la justicia penal por delitos de corrupción y enriquecimiento ilícito. Sabas Pretelt fue condenado a seis años de prisión. Diego Palacio fue condenado por la Corte Suprema Colombiana el 18 de diciembre de 2015 a ocho años de prisión. Por último Alberto Velásquez fue condenado a 60 meses de prisión.
Teodolindo Avendaño quien también había sido acusado por haber recibido dádivas para que votar favorablemente la reforma constitucional que permitiese la reelección, fue encontrado culpable por la Sala Penal de la Corte Suprema de Colombia de haber cometido los delitos de cohecho y enriquecimiento ilícito por lo cual fue condenado a ocho años de prisión.
En cuanto a Uribe, en junio de 2016 la Corte Suprema de Justicia falló a su favor en el proceso que se le abrió luego de una denuncia de Medina. La sala de casación del tribunal no encontró evidencia que relacionaran al exmandatario con supuestas amenazas al fiscal y magistrados del proceso contra María del Pilar Hurtado, exdirectora del DAS, y Bernardo Moreno, exsecretario general de la Presidencia de la República.

### Agro Ingreso Seguro
Durante el segundo mandato de Uribe, más 316.000 familias campesinas productoras resultaron beneficiarias del programa Agro Ingreso Seguro (AIS). Sin embargo en octubre de 2008 estalló un escándalo cuando la revista Cambio denunció que el AIS había entregado subsidios a personas prestantes, entre ellas Mario Uribe, primo del presidente. Otros beneficiarios dieron dinero a iniciativas uribistas; 45 aportantes a la campaña presidencial del 2002 y de 10 a la campaña del fallido referendo por la tercera reelección de Uribe. Esto llevó al Gobierno colombiano a tratar de obtener la devolución de dineros de AIS en 2009.
Como consecuencia del desfalco, el entonces Ministro de Agricultura Andrés Felipe Arias, posible sucesor político de Uribe como candidato a la presidencia, fue investigado por la procuraduría la cual lo inhabilitó para ejercer cargos públicos por 16 años. Posteriormente fue detenido y acusado de los delitos de peculado por apropiación a favor de terceros y celebración de contratos sin el cumplimiento de los requisitos legales. El tribunal Superior de Bogotá inicialmente ordenó su detención en 2011, sin embargo en 2013 se le concedió la libertad provisional mientras se adelantaba su juicio. Luego fue condenado por la Corte Suprema de Justicia a 17 años de prisión y a pagar una multa de 30.800 millones de pesos. Inicialmente huyó prófugo de la justicia en los Estados Unidos donde fue arrestado por las autoridades federales en cumplimiento de una circular roja de Interpol. El exministro de Uribe intentó solicitar asilo político argumentando que era víctima de una persecución política y que podía ser víctima de torturas pero sus alegatos fueron rechazados por un juez federal y posteriormente fue extraditado a Colombia. A su regreso a Colombia su imagen fue oculta públicamente y pese estar condenado por corrupción fue alojado en una casa personal en una base militar recibiendo un trato privilegiado. El Gobierno de Iván Duque en línea con Uribe le ha permitido al exministro salir de su prisión y gozar de privilegios especiales al tiempo que ha solicitado su absolución formal ante la justicia.

### Relaciones con el poder judicial
Las relaciones entre el poder ejecutivo y judicial durante el gobierno de Uribe, y particularmente con la Corte Suprema de Justicia, fueron tensas, especialmente en su segundo mandato. Los dos poderes se han acusado mutuamente de conspiración en especial a raíz del escándalo de la Parapolítica, el escándalo de la Yidispolítica y la no elección de fiscal general por parte de las Altas Cortes de la terna enviada por el presidente de la República según cita la Constitución Política.